# Hans Eppinger
Hans Junior Eppinger (Praga, 5 gennaio 1879 – Vienna, 25 settembre 1946) è stato un medico austriaco.
Docente di clinica medica a Colonia, durante la seconda guerra mondiale svolse esperimenti su ebrei internati nel campo di concentramento di Dachau; una volta giunti gli Alleati si suicidò mediante avvelenamento nella sua stanza d'albergo.